# Rudolf Zdolšek
Rudolf Zdolšek, slovenski strokovni učitelj sadjarstva, * 8. april 1881, Lemberg pri Novi Cerkvi, † 8. marec 1916, Čistopolj,  Tatarstan, Ruski imperij.

## Življenje in delo
Zdolšek se je rodil na gradu Lemberg v družini grajskega oskrbnika. Obiskoval je nižjo gimnazijo v Celju, kmetijsko šolo v Grottenhofu (pri Gradcu) in višjo kmetijsko šolo v Klosterneuburgu. Služboval je na veleposestvu grofa Fürstenberga v Weitri (Spodnja Avstrija, 1897-1898), pri grofu Attemsu v Brežicah (1902 in 1904-1905), pri Lenku na Raki (1903), v vinski trgovini K. Pugel v Mariboru (1904). Leta 1906 in 1907 je bil potujoči učitelj pri okrajnem glavarstvu v Tolminu, postal 1908 strokovni učitelj za sadjarstvo na kmetijski šoli na Grmu (Novo mesto). Strokovni izpit je opravil na Hochschule für Bodenkultur na Dunaju (1910). Konec julija 1914 je bil poslan na rusko fronto, 26. avgusta, po bitki pri Krasnem (Galicija) ujet in poslan v Atkarsk (saratovska gubernija), nato v okolico Rostova, kjer je na upravi za regulacijo reke Don izdeloval načrte za nasade sadnega in varovalnega drevja na rečnih bregovih. Spomladi 1915 je bil premeščen v mestno vrtnarijo v Čistopolje, jeseni v vojašnico, kjer je zbolel za pegavico in v ruskem ujetništvu 8. marca 1916 umrl.
Zdolšek je bil vesten učitelj in vzgojitelj, praktično izobražen strokovnjak in med ljudstvom priljubljen predavatelj. V letih 1910–1914 je skoraj vsaka številka Slovenskega sadjarja objavila njegove praktične in zanimive prispevke. Ob ustanovitvi Društva kmetijskih učiteljev (1913) je bil izvoljen za gospodarja in za predsednika terminološke komisije za kmetijstvo. Z Jankom Šlebingerjem je tik pred vojno končal priprave za končno določitev slovenskih pomoloških (sadjarskih) imen za jablane in hruške; po vojni je to gradivo v redakciji Jožeta Debevca objavil Martin Humek v Slovenskem sadjarju (1919).